# Hoa hậu Thế giới 1986

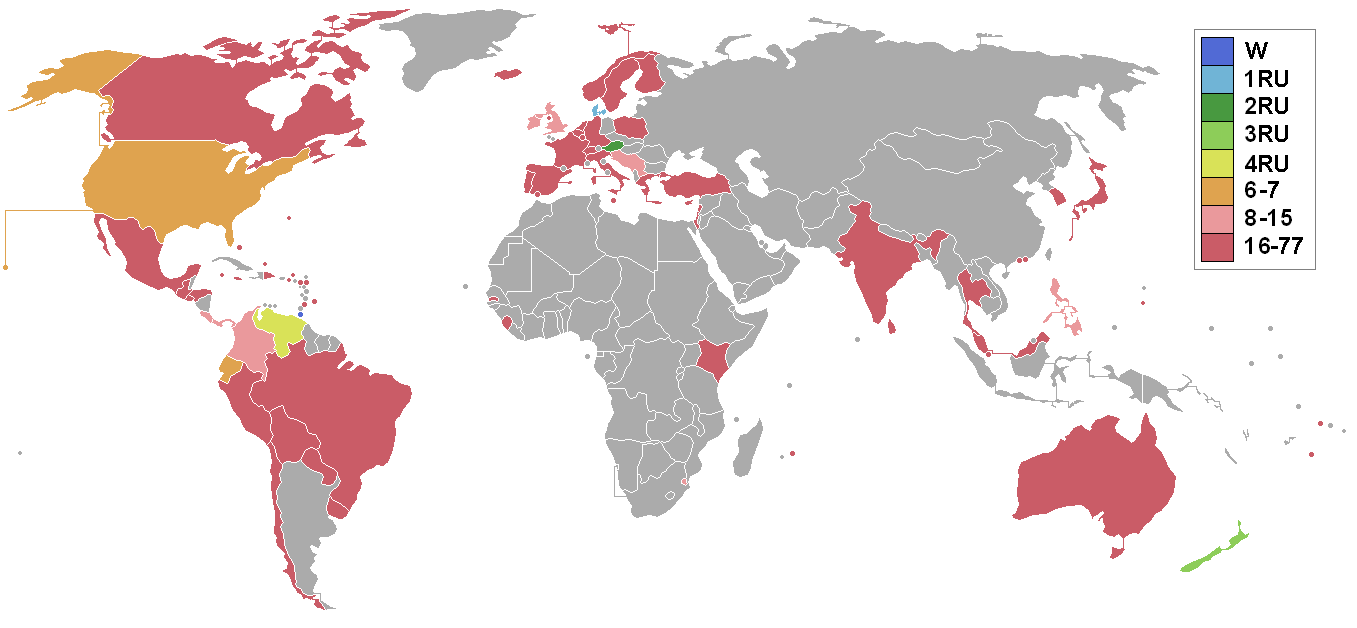
Các quốc gia và vùng lãnh thổ tham dự cuộc thi và kết quả.

Là cuộc thi Hoa hậu Thế giới lần thứ 36 được tổ chức ngày 13 tháng 11 năm 1986 tại Royal Albert Hall, Luân Đôn, Vương quốc Anh. Người chiến thắng là Giselle Jeanne-Marie Laronde từ Trinidad và Tobago.

## Kết quả

### Thứ hạng
| Kết quả               | Thí sinh |
| --------------------- | --- |
| Hoa hậu Thế giới 1986 | - Trinidad và Tobago – Giselle Laronde |
| Á hậu 1               | - Đan Mạch – Pia Rosenberg Larsen |
| Á hậu 2               | - Áo – Chantal Schreiber |
| Top 7                 | - Ecuador – Alicia Gisela Cucalon Macias - New Zealand – Lynda Marie McManus - Hoa Kỳ – Halle Berry - Venezuela – María Begoña Juaristi Mateo |
| Top 15                | - Colombia – Karen Sue Wightman Corredor - Costa Rica – Ana Lorena González García - Ireland – Rosemary Elizabeth Thompson - Panama – María Lorena Orillac Giraldo - Philippines – Sherry-Rose Austria Byrne - Swaziland – Ilana Faye Lapidos - Vương quốc Anh – Alison Louise Slack - Nam Tư – Maja Kučić |

### Giải thưởng đặc biệt
| Giải thưởng     | Thí sinh                                |
| --------------- | --------------------------------------- |
| Hoa hậu Cá tính | - Gibraltar – Dominique Martinez        |
| Hoa hậu Ảnh     | - Ireland – Rosemary Elizabeth Thompson |

### Các nữ hoàng sắc đẹp châu lục
| Châu lục       | Thí sinh                                  |
| -------------- | ----------------------------------------- |
| Châu Phi       | - Swaziland – Ilana Faye Lapidos          |
| Châu Mỹ        | - Trinidad và Tobago – Giselle Laronde    |
| Châu Á         | - Philippines – Sherry Rose Austria Byrne |
| Châu Âu        | - Đan Mạch – Pia Rosenberg Larsen         |
| Châu Đại Dương | - New Zealand – Lynda Marie McManus       |

## Thí sinh
| Quốc gia/Lãnh thổ          | Thí sinh                            | Quê quán            |
| Quần đảo Virgin (Mỹ)       | Carmen Rosa Acosta                  | St. Croix           |
| Antigua                    | Karen Rhona Eartha Knowles          | St. John's          |
| Úc                         | Stephanie Eleanor Andrews           | West Leederville    |
| Áo                         | Chantal Schreiber                   | Viên                |
| Bahamas                    | Bridgette Strachan                  | Nassau              |
| Barbados                   | Roslyn Irene Williams               | Saint Michael       |
| Bỉ                         | Goedele Maria Liekens               | Bruxelles           |
| Bermuda                    | Samantha Jayne Morton               | Pembroke West       |
| Bolivia                    | Claudia Arevalo Ayala               | Cochabamba          |
| Brazil                     | Roberta Pereira da Silva            | Itajai              |
| Quần đảo Virgin (Anh)      | Anthonia Brenda Lewis               | Tortola             |
| Canada                     | Wynne Anita Kroontje                | Sarnia              |
| Quần đảo Cayman            | Deborah Elizabeth Cridland          | Grand Cayman        |
| Chile                      | Margot Eliza Fuenzalida Montt       | Santiago            |
| Colombia                   | Karen Sue Wightman Corridor         | Barranquilla        |
| Costa Rica                 | Ana Lorena Gonzalez Garcia          | San Jose            |
| Síp                        | Maro Andreou                        | Limassol            |
| Đan Mạch                   | Pia Rosenberg Larsen                | Frederiksberg       |
| Cộng hòa Dominica          | Susan González                      | Santiago            |
| Ecuador                    | Alison Gisela Cucalon Macias        | Guayaquil           |
| El Salvador                | Nadine Monique Jeanpierre Gutierrez | San Salvador        |
| Phần Lan                   | Satu Riita Alaharja                 | Seinäjoki           |
| Pháp                       | Catherine Carew                     | Guadeloupe          |
| Gambia                     | Rose Marie Eunson                   | Banjul              |
| Đức                        | Dagmar Schulz                       | Duisburg            |
| Gibraltar                  | Dominique Martinez                  | Gibraltar           |
| Hy Lạp                     | Anna Kechagia                       | Athens              |
| Guam                       | Valerie Jean Flores                 | Agana               |
| Guatemala                  | Sonia Schoenstedt                   | Thành phố Guatemala |
| Hà Lan                     | Janny Tervelde                      | Steenbergen         |
| Honduras                   | Nilcer Maria Viscovich Babien       | San Pedro Sula      |
| Hồng Kông                  | Ngô Uyển Phương                     | Cửu Long            |
| Iceland                    | Gigja Birgisdóttir                  | Akureyri            |
| Ấn Độ                      | Maureen Mary Lestourgeon            | Mumbai              |
| Ireland                    | Rosemary Elizabeth Thompson         | Lismore             |
| Đảo Man                    | Sarah Therese Craig                 | Ballaugh            |
| Israel                     | Osnat Moas                          | Motzkin             |
| Ý                          | Enrica Patane                       | Roma                |
| Jamaica                    | Lisa Michelle Mahfood               | Kingston            |
| Nhật Bản                   | Mutsumi Sugimura                    | Tōkyō               |
| Kenya                      | Patricia Maingi                     | Nairobi             |
| Hàn Quốc                   | An Jeung-mi                         | Seoul               |
| Liban                      | Mireilla Abi Fares                  | Beirut              |
| Luxembourg                 | Martine Christine Georgette Pilot   | Erpeldange          |
| Ma Cao                     | Sai (Patricia) Cheong               | Ma Cao              |
| Malaysia                   | Joan Martha Cardoza                 | Kuala Lumpur        |
| Malta                      | Andrea Josephine Licari             | Floriana            |
| Mauritius                  | Michelle Sylvie Geraldine Pastor    | Quatre Bornes       |
| México                     | Maria de la Luz Velasco Feliz       | Mexicali            |
| New Zealand                | Lynda Marie McManus                 | Christchurch        |
| Na Uy                      | Inger Louise Berg                   | Bodø                |
| Panama                     | Maria Lorena Orillac Giraldo        | Thành phố Panama    |
| Paraguay                   | Veronica America Angulo Ahcinelli   | Asuncion            |
| Peru                       | Patricia Anne-Marie Kuypers Espejo  | Lima                |
| Philippines                | Sherry Rose Austria Byrne           | Manila              |
| Ba Lan                     | Renata Fatla                        | Bielsko-Biała       |
| Bồ Đào Nha                 | Elsa Maria Rodrigues                | Lisboa              |
| St. Kitts & Nevis          | Jacqueline Petronella Heyliger      | Basseterre          |
| Saint Vincent và Grenadies | Mandy Haydock                       | Kingstown           |
| Sierra Leone               | Alice Matta Fefegula                | Bo                  |
| Singapore                  | Michelle Loh Yeh Huey               | Bedok               |
| Tây Ban Nha                | Remedios Cervantes Montoya          | Malaga              |
| Sri Lanka                  | Indira Gunaratne                    | Colombo             |
| Swaziland                  | Ilana Faye Lapidos                  | Manzini             |
| Thụy Điển                  | Elizabeth Marita Ulvan              | Motala              |
| Thụy Sĩ                    | Renate Walther                      | Bargen              |
| Thái Lan                   | Sangravee as-Savarak                | Băng Cốc            |
| Tonga                      | Kerry Cowley                        | Nuku'alofa          |
| Trinidad & Tobago          | Giselle Laronde                     | Maraval             |
| Thổ Nhĩ Kỳ                 | Meltem Doganay                      | Ankara              |
| Turks & Caicos             | Carmelita Louise Ariza              | Grand Turk          |
| Vương quốc Anh             | Alison Louise Slack                 | Sheffield           |
| Hoa Kỳ                     | Halle Berry                         | Oakwood             |
| Uruguay                    | Alexandra Maria Goldenthal          | Montevideo          |
| Venezuela                  | María Begoña Juaristi Matteo        | Maracaibo           |
| Tây Samoa                  | Kasileta Joan Gabriel               | Apia                |
| Nam Tư                     | Maja Kučić                          | Split               |

## Ghi nhận

### Lần đầu tham gia
| - Antigua - Quần đảo Virgin (Anh) | - Ma Cao - Sierra Leone |

### Trở lại
- Lần cuối tham gia là năm 1980:
  -  Mauritius
- Lần cuối tham gia là năm 1983:
  -  Tonga
  -  Thổ Nhĩ Kỳ
- Lần cuối tham gia là năm 1984:
  -  Honduras

### Bỏ cuộc
| - Aruba - Curaçao - Bờ Biển Ngà - Liberia - Nigeria | - Puerto Rico - Tahiti - Uganda - Zaire |

### Các chú ý khác
- Quần đảo Virgin thuộc Anh, Anthonia Brenda Lewis, mất vì bệnh ung thư năm 2000.
- Phần thi sơ khảo Áo tắm diễn ra tại Ma Cao.
- Ireland chiến thắng Hoa hậu Ảnh lần thứ 3 trong lịch sử.
- Cuộc diễu hành của các thí sinh diễn ra ngoài sân khấu lần đầu tiên trong lịch sử, diễn ra tại Di tích Nhà thờ Thánh Phaolô, Ma Cao.
- 10 trong tổng số 15 thí sinh vào bán kết không có tên trong bán kết của năm trước: Ecuador (1970), Costa Rica (1978), Panamá (1979), Đan Mạch, Philippines, và Trinidad & Tobago (1982), Nam Tư (1983), và Áo, và Colombia (1984). Swaziland lần đầu tiên vào bán kết mặc dù tham dự từ năm 1975.

## Liên kết
- Trang chủ của cuộc thi Hoa hậu Thế giới Lưu trữ ngày 30 tháng 3 năm 2002 tại Wayback Machine